# Ashley Fisher
Ashley Fisher (ur. 25 września 1975 w Nowej Południowej Walii) – australijski tenisista.

## Kariera tenisowa
Karierę zawodową rozpoczął w 1998 roku, natomiast zakończył ją w październiku 2011 roku.
Sukcesy odnosił głównie jako deblista wygrywając 4 turnieje rangi ATP World Tour i awansując do 7 finałów. Jego największym osiągnięciem w startach wielkoszlemowych jest awans do półfinału deblowego US Open 2006, grając wspólnie z Trippem Phillipsem. Mecz o finał przegrał z parą Jonas Björkman–Maks Mirny. Ponadto jest ćwierćfinalistą Australian Open 2006 (w parze z Justinem Gimelstobem) oraz Wimbledon 2004 (w parze z Nikołajem Dawydienką).
W rankingu gry pojedynczej Fisher najwyżej był na 489. miejscu (24 lipca 2000), a w klasyfikacji gry podwójnej na 19. pozycji (22 czerwca 2009).

### Finały w turniejach ATP World Tour
| Legenda                                      |
| -------------------------------------------- |
| Wielki Szlem                                 |
| Igrzyska olimpijskie                         |
| Tennis Masters Cup / ATP Finals              |
| ATP Masters Series / ATP Tour Masters 1000   |
| ATP International Series Gold / ATP Tour 500 |
| ATP International Series / ATP Tour 250      |

#### Gra podwójna (4–7)
| Końcowy wynik | Nr | Data                | Turniej      | Nawierzchnia    | Partner          | Przeciwnicy                            | Wynik finału       |
| ------------- | -- | ------------------- | ------------ | --------------- | ---------------- | -------------------------------------- | ------------------ |
| Finalista     | 1. | 13 kwietnia 2003    | Casablanca   | Ceglana         | Devin Bowen      | František Čermák Leoš Friedl           | 3:6, 5:7           |
| Zwycięzca     | 1. | 20 lipca 2003       | Amersfoort   | Ceglana         | Devin Bowen      | Chris Haggard André Sá                 | 6:0, 6:4           |
| Finalista     | 2. | 2 października 2005 | Ho Chi Minh  | Dywanowa (hala) | Robert Lindstedt | Lars Burgsmüller Philipp Kohlschreiber | 7:5(3), 4:6, 2:6   |
| Zwycięzca     | 2. | 8 października 2006 | Tokio        | Twarda          | Tripp Phillips   | Paul Goldstein Jim Thomas              | 6:2, 7:5           |
| Zwycięzca     | 3. | 16 września 2007    | Pekin        | Twarda          | Rik de Voest     | Chris Haggard Lu Yen-hsun              | 6:7(3), 6:0, 10–6  |
| Zwycięzca     | 4. | 20 lipca 2008       | Indianapolis | Twarda          | Tripp Phillips   | Scott Lipsky David Martin              | 3:6, 6:3, 10–5     |
| Finalista     | 3. | 28 września 2008    | Pekin        | Twarda          | Bobby Reynolds   | Stephen Huss Ross Hutchins             | 5:7, 4:6           |
| Finalista     | 4. | 8 lutego 2009       | Johannesburg | Twarda          | Rik de Voest     | James Cerretani Dick Norman            | 7:6(7), 2:6, 12–14 |
| Finalista     | 5. | 6 kwietnia 2009     | Miami        | Twarda          | Stephen Huss     | Maks Mirny Andy Ram                    | 7:6(4), 2:6, 7–10  |
| Finalista     | 6. | 10 maja 2009        | Monachium    | Ceglana         | Jordan Kerr      | Jan Hernych Ivo Minář                  | 4:6, 4:6           |
| Finalista     | 7. | 25 lipca 2009       | Indianapolis | Twarda          | Jordan Kerr      | Ernests Gulbis Dmitrij Tursunow        | 4:6, 6:3, 9–11     |